# Epalpus testaceus
Epalpus testaceus là một loài ruồi trong họ Tachinidae.